# Tyberiusz Klaudiusz Gemellus
Tyberiusz Klaudiusz Gemellus (Tiberius Claudius Gemellus, Tiberius Iulius Caesar Nero, ur. 19 r.; zm. 37/38 r.) - syn Druzusa II Kastora i Julii Liwilli, czyli wnuk cesarza Tyberiusza i kuzyn cesarza Kaliguli. Gemellus to przydomek oznaczający "bliźniak". Jego bliźniaczy brat Klaudiusz Germanik zmarł w niemowlęctwie.
Gdy miał cztery lata zmarł jego ojciec Druzus II Kastor prawdopodobnie otruty przez własną żonę Julię Liwillę i jej kochanka, prefekta pretorianów Sejana. Matka, oskarżana o otrucie męża i spiskowanie z Sejanem przeciwko Tyberiuszowi, została skazana na śmierć i zagłodzona przez swoją matkę Antonię Młodszą. Gemellus był ignorowany przez rodzinę cesarską, gdyż wielu uważało, że jest w rzeczywistości synem Sejana, a nie Druzusa. W wieku dwunastu lat został wezwany wraz ze swoim kuzynem, Kaligulą na wyspę Capri, gdzie stale przebywał cesarz Tyberiusz. Uczynił on ich współdziedzicami, ale było jasne, że faworyzował Kaligulę. Po śmierci Tyberiusza, Kaligula przy pomocy prefekta pretorianów Makrona, przejął władzę jako cesarz. Wkrótce potem adoptował Gemellusa, co nie przeszkodziło zamordowaniu go na przełomie lat 37-38 za rzekome spiskowanie przeciw cesarzowi.

## Wywód przodków
| 4. Tyberiusz         |  |                          |  |  |                                 |
|                      |  | 2. Druzus II Kastor      |  |  |                                 |
| 5. Wipsania Agrypina |  |                          |  |  |                                 |
|                      |  |                          |  |  | 1. Tyberiusz Klaudiusz Gemellus |
| 6. Druzus I          |  |                          |  |  |                                 |
|                      |  | 3. Klaudia Julia Liwilla |  |  |                                 |
| 7. Antonia Młodsza   |  |                          |  |  |                                 |
|                      |  |                          |  |  |                                 |